# Sortenliste
Die Sortenliste ist ein amtliches Verzeichnis, in das eine neue Pflanzensorte nach bestandener Sortenprüfung eingetragen wird. Damit ist das Saatgut dieser Sorte anerkannt, hat Sortenzulassung und darf vertrieben werden.

## Deutschland
In Deutschland wird die Sortenliste vom Bundessortenamt geführt.

## Österreich
In Österreich gilt die Österreichische Sortenliste für landwirtschaftliche Pflanzenarten und Gemüsearten nach dem Saatgutgesetz SaatG 1997, idgF., das die Österreichische Agentur für Gesundheit und Ernährungssicherheit GmbH (AGES) bzw. das Bundesamt für Ernährungssicherheit im Auftrag des Lebensministeriums als Österreichische Beschreibende Sortenliste pflegt.

## Schweiz
Der Nationale Sortenkatalog der Schweiz wird vom Eidgenössischen Volkswirtschaftsdepartement (EVD) festgelegt und von Bundesamt für Landwirtschaft (BLW) verordnet.

## EU-Sortenkatalog
Seit 1972 gibt es einen Gemeinsamen Sortenkatalog der EU-Mitgliedstaaten über landwirtschaftliche Pflanzenarten und Gemüsearten; er enthält mehr als 10.000 Gemüsesorten und mehr als 5.000 landwirtschaftliche Pflanzenarten und besteht aus Sorten der nationalen Sortenlisten der Mitgliedstaaten. Verschiedene Fachgremien der EU beschließen, welche Sorten in den gemeinsamen Katalog aufgenommen werden. Eine Sorte, die in diesen EU-Sortenkatalog aufgenommen wurde, genießt „Verkehrsfreiheit“ in den Mitgliedstaaten. Betreut wird der Katalog vom Community Plant Variety Office (CVPO).
Mitte 2012 entschied der Europäische Gerichtshof (EuGH), dass bäuerliche Betriebe in Europa Saatgut aus alten, amtlich nicht zugelassenen Pflanzensorten selbst herstellen und vermarkten dürfen: also solche, die nicht nach der Saatgutrichtlinie der Europäischen Union zugelassen und im EU-Sortenkatalog aufgeführt sind. Beschränkungen bilden etwa nationale Regelungen über Gentechnisch veränderte Organismen.

## International
Der Internationale Verband zum Schutz von Pflanzenzüchtungen heißt auf Französisch Union internationale pour la protection des obtentions végétales (UPOV), Sitz ist Genf.